# Dazima
Dazima o Dazimua (también Azimua), en la mitología mesopotámica fue una de las ocho divinidades creadas por Ninhursag, para sanar a Enki (véase Mito de Enki y Ninhursag), de los ocho malestares provocados por comer plantas nacidas de su propio semen. Dazima fue creada para sanar las manos de Enki, luego le fue permitido casarse con Ningizzida.